# Primera Batalla de Cananor
La Primera Batalla de Cananor fue un enfrentamiento naval entre la Tercera Expedición Portuguesa hacia la India bajo João da Nova y las fuerzas navales de Calicut, las cuales habían sido reunidas por el Zamorin contra los portugueses para impedir su regreso a Portugal.
La batalla se libró durante dos días, entre el 31 de diciembre de 1501 y el 2 de enero de 1502, y era el primer enfrentamiento naval portugués importante en el Océano Índico. A pesar de ser inferiores en número, las audaces tácticas de da Nova, el mejor entrenamiento y la mejor preparación de sus hombres, y la superioridad de sus armas probaron ser decisivas para que los portugueses pudiesen derrotar a la fuerza naval que bloqueaba Calicut, salir de Cananor, y emerger victoriosos de la batalla.
La batalla es también históricamente notable por ser una de las primeras batallas, en las que se utilizó una formación de batalla naval linear y porque se resolvió la batalla exclusivamente por cañones. Esta táctica se volvería con el tiempo más usual, ya que las Armadas de los diferentes países cada vez más evolucionarían y empezarían a ver a los barcos cada vez menos como medios de transporte de hombres armados, y cada vez más como artillería flotante. En aquel respecto, esta batalla ha sido denominada como la primera batalla naval moderna (al menos para un lado). Después de ello, João da Nova regresó a Portugal.